# カルシウムサプリメント
カルシウムサプリメントはカルシウム塩を含むサプリメントであり、いくつかの形態で使用される。サプリメントによる栄養補給は通常の食事では摂取が不足する場合に必要となる。経口摂取する事によって低カルシウム血症、骨粗鬆症、くる病などの疾患を防ぐことが可能である。また、血中のリンやマグネシウム濃度の増加によりけいれんを伴う低カルシウム血症を発症した場合に、注射によって投与される。
カルシウムは、骨、筋肉、神経にとって特に重要であり、成人は通常の場合1日に約1gのカルシウムが必要とされる。カルシウムサプリメントの一般的な副作用には、便秘や吐き気などがある。経口摂取で血中カルシウムが高くなるのはまれであるが、食事由来のカルシウムとは異なり、尿路結石のリスクを高める可能性が有る。
カルシウムサプリメントの医療使用は19世紀に始まり、現在では世界保健機関 (WHO) の必須医薬品リストに記載されている。ジェネリック医薬品として入手可能であり、 2020 年には、米国で204番目に多く処方されており、200 万件以上が処方されていた。ビタミンDが配合された製品もあり、2020年にはカルシウムとビタミンDの組み合わせは米国で215番目に多く処方されており、200万件以上が処方された。

## 健康への影響

### 骨の健康維持
健康な人の場合、骨密度維持を目的としてにカルシウムを補給する必要はなく、むしろ利点を上回るリスクが伴うともされる。カルシウム摂取量は、男性でも女性でも股関節骨折のリスクと有意な関連性は観察されていない。United States Preventive Services Task Forceは、カルシウムまたはビタミンD を毎日補給しないことを推奨している。  2006年のレビューによるとカルシウムの補給により健康な子供の骨密度がわずかに増加したが、食事による追加のカルシウムの摂取は正当化されていない。

### 心血管への影響
血圧に問題のない成人の場合、毎日1,000mg から1,500mgのカルシウムを補給すると血圧を適度に下げることができるという十分な証拠があり、適切な血中カルシウム 濃度を維持することが高血圧の予防に役割を果たしている可能性が示唆されている。

### がん
米国国立がん研究所はがんのリスクを下げるためにカルシウムサプリメントの使用を推奨していない。カルシウムの補給が大腸の腺腫性ポリープの発症を予防する効果があるかもしれないという弱い証拠があるが、推奨する程度の証拠ではない。

## 副作用
炭酸カルシウム制酸剤/栄養補助食品（タムスなど）を数週間または数か月にわたって過剰摂取すると、高カルシウム血症からミルク・アルカリ症候群、果ては致死性の腎不全に至るまで、様々な症状を引き起こす可能性がある。何が「過剰な」摂取を規定するのかはよくわかっておらず、人によっておそらく大きく異なると考えられている。炭酸カルシウムを1 日あたり10 g以上 (カルシウムとして4 g) 摂取する人はミルクアルカリ症候群を発症するリスクが有るとされており、通常適量で安全と考えられる量とされる炭酸カルシウムを1日あたり2.5g (カルシウムとして1g) しか摂取しない人でもこの症状が報告されている。
一部の研究では、食事またはサプリメントとしてのカルシウムの過剰摂取が心血管系死亡率の増加と関連している可能性が示唆されている。しかし他の研究ではリスクはないとされ、あるレビューでは、リスクはさらなる研究によってのみ確認できると結論づけられている。
カルシウムのサプリメントは、尿路結石の発生に関与する可能性が示唆されている。
急性のカルシウム中毒はまれであり、カルシウムを直接的に静脈内投与しない限り中毒を起こすことはまず無い。例えば、炭酸カルシウムと塩化カルシウムのラットの経口での半数致死量 (LD 50 ) は、それぞれ 6.45 g/kg、1.4 g/kgである。

## 相互作用
カルシウムサプリメントを摂取して4～6時間以内は、チロキシンの吸収を低下させる可能性がある。カルシウムとチロキシンの両方を摂取する場合に、同時、または、ほぼ同時に摂取すると甲状腺ホルモンの補充が不足し、ひいては甲状腺機能低下症を引き起こすリスクがある可能性がある。 

## 種類
カルシウムの静脈内投与には、塩化カルシウムとグルコン酸カルシウムが用いられる。口から摂取する製剤としては、酢酸カルシウム、炭酸カルシウム、クエン酸カルシウム、グルコン酸カルシウム、乳酸カルシウム、リン酸カルシウムなどがある。
- ほとんどの食品と一般的に使用される栄養補助食品からのカルシウムの吸収は同様である[27]。これは、多くのカルシウムサプリメントメーカーが宣伝資料で主張している内容と矛盾する。
- カルシウムを強化したさまざまな種類のジュースが広く販売されている。
- 炭酸カルシウムは、最も一般的で最も安価なカルシウムサプリメントである。食品と一緒に摂取する必要があり、胃酸によるpH低下が腸で適切に吸収される上で重要である[28]。いくつかの研究では、炭酸カルシウムからのカルシウムの吸収は牛乳からのカルシウムの吸収と同様であることが示唆されている[29][30]。
- 制酸薬には炭酸カルシウムが含まれることが多く、一般的に使用される安価なカルシウムのサプリメントである。
- サンゴカルシウムは、化石化したサンゴ礁に由来するカルシウム塩である。サンゴカルシウムは炭酸カルシウムと微量ミネラルで構成されているが、サンゴカルシウムが有するとされる健康上の利点は信頼性に乏しい。
- クエン酸カルシウムは食事なしで摂取でき、無酸症の人やヒスタミン2ブロッカーやプロトンポンプ阻害薬を服用している人に最適とされている[31]。クエン酸カルシウムには カルシウムが約21%含まれており、1,000mgで210 mgのカルシウムが摂取できる。炭酸カルシウムよりも高価であり、同じ量のカルシウムを得るにはより多く摂取する必要がある。
- リン酸カルシウムは炭酸カルシウムよりも高価だが、クエン酸カルシウムよりは安価である。微結晶性ヒドロキシアパタイト(MH) は、栄養補助食品として使用されるリン酸カルシウムのいくつかの形態のうちの1つでであり、ヒドロキシアパタイトには約40％のカルシウムが含まれる。
- 乳酸カルシウムは炭酸カルシウムと同様に吸収されるが[32]、より高価である。乳酸カルシウムとグルコン酸カルシウムは、カルシウムの濃度が低いため、実用的な経口サプリメントとはみなされない[31]。

一部のカルシウムサプリメントにはビタミンDが添加されている。ビタミンDは体内でホルモンに変換され、カルシウムの吸収を担う腸内タンパク質の合成を誘導するため、ビタミンDの適切な摂取が重要である。

## 表示
米国の栄養補助食品および食品表示の指針では、1食分の量はミリグラム単位および1日の摂取量に対するパーセント（%DV）として表される。この重量は、サプリメントに含まれる化合物のカルシウム部分 (クエン酸カルシウムなど) の重量である。カルシウムの表示指針では、1日摂取量の100%は1,000mgであったが、2016年5月に1,000 ～ 1,300mgに改訂された。変更前の成人の1日摂取量の表と改訂に関する参考資料は、「1日の摂取基準値」に記載されている。食品およびサプリメント企業には、2018年7月までラベル変更に猶予が設けられた。